# مارلیس روستوک
مارلیس روستوک (انگلیسی: Marlies Rostock؛ زادهٔ ۲۰ آوریل ۱۹۶۰) اسکی‌باز صحرانوردی اهل آلمان بود.